# Голдерс-Грин (крематорий)
Крематорий и мавзолей Голдерс Грин (англ. Golders Green Crematorium and Mausoleum) — первый крематорий в Лондоне и один из старейших в Британии, второй после Уокингского. Расположен в районе Голдерс-Грин к северу от пустоши Хэмпстед-Хит, в 5 минутах ходьбы от одноимённой станции метро, прямо напротив еврейского кладбища и неподалёку от знаменитого кладбища в Хайгейте.
Крематорий открылся в 1902 году, через 17 лет после того, как в Англии было разрешено кремирование, в районе Голдерс-Грин, где традиционно селились евреи. Крематорий светский, принимает клиентов любых верований и атеистов, которые могут самостоятельно выбрать форму прощальной службы и по желанию заказать любую музыку. Колумбарии закрыты, посещение с сопровождающим. В частности, можно видеть урны с прахом Анны Павловой и Зигмунда Фрейда. На территории сада памяти расположено несколько семейных мавзолеев; один из них спроектировал Эдвин Лаченс.
Здесь был кремирован и инициатор строительства крематория Сэр Генри Томпсон, 1-й баронет.

## Известные памятники
Сады крематория отнесены к I классу в Национальный реестр исторических парков и садов. Семейный мавзолей Филипсонов, спроектированный Эдвин Лютьенс, является Здание II степени* внесено в список Всемирного наследия ЮНЕСКО на Список национального наследия Англии а здание крематория, стена вместе с памятниками и воротами, Мавзолей Мартина Смита занесены в список II класса.

## Посещение
Карту Сада Отдыха и некоторую информацию о лицах, кремированных здесь, можно получить в офисе. Персонал готов помочь найти конкретное место. Стоимость этой услуги составляет 10 фунтов стерлингов за запрос. Колумбарий можно посетить. Кроме того имеется чайная комната.

## Покоится прах
- Реви, Дон, футболист и тренер
- Гибсон Гоуленд, актёр
- Анна Павлова, русская балерина